# 13752 Grantstokes
13752 Grantstokes eller 1998 SF58 är en asteroid i huvudbältet som upptäcktes den 17 september 1998 av LONEOS vid Anderson Mesa Station. Den är uppkallad efter astronomen Grant H. Stokes.